# Aeroportul Nicolaev
Aeroportul Nicolaev (IATA: NLV, ICAO: UKON) este un aeroport din Regiunea Mîkolaiiv, Ucraina ce deservește zona Nicolaev. Aeroportul a fost tranzitat în 2021 de 29.696 de pasageri. A fost numit după zona deservită.
Situat la o altitudine de 56 m, aeroportul dispune de 1 pistă.

## Infrastructură

### Piste
Aeroportul dispune de o singură pistă. Pista 04/22 are suprafața de asfalt și dimensiunile 2.572 m × 42 m. 